# Музей-квартира А. И. Ульяновой-Елизаровой
Музей-квартира А. И. Ульяновой-Елизаровой — основан в 1980 году в Москве как филиал Центрального музея В. И. Ленина в здании доходного дома М. А. Егоровой по адресу Манежная, 9, где проживала старшая сестра В. И. Ленина — Анна Ильинична Ульянова-Елизарова. В 1992 году фактически ликвидирован, фонды музея вошли в собрание Исторического музея.

## История создания
Музей открылся 17 декабря 1982 года в мемориальном здании, в квартире, где проживала А. И. Ульянова-Елизарова и в 1920—1922 годах неоднократно бывал В. И. Ленин.
Доходный дом М. А. Егоровой-Скарчинской (дом О. Н. Талызиной), 1824 года постройки, в 1904 году был надстроен верхними этажами (архитектор И. П. Залесский).
В 1919 году в квартире № 13 на 4-м этаже поселилась сестра В. И. Ленина А. И. Ульянова-Елизарова с мужем, Марком Тимофеевичем, а после его смерти — с двумя воспитанниками — племянником Виктором, сыном младшего брата, Дмитрия, и приемным сыном Георгием Лозгачевым. Здесь были окружены заботой дети, потерявшие родителей: Дмитрий и Нина Барамзины, Сергей, Екатерина и Константин Елизаровы, Елена Образцова, Александра Калинина. Одни из них жили у Анны Ильиничны некоторое время, другие, находясь под её товарищеским опекунством, навещали.
В. И. Ленин приезжал в гости к сестре летом 1920 года, а также в 1921 и 1922 году. Случалось также, что он заезжал за сестрой и её воспитанником Георгием, чтобы отправиться на загородную прогулку, но в квартиру не поднимался.

Значок октябрёнка с портретом В. И. Ленина. Худ. Пархоменко И. К.

В разное время гостями этой квартиры были партийные и государственные деятели, писатели, зарубежные гости: Ф. Э. Дзержинский, М. И. Калинин, С. Орджоникидзе, В. В. Куйбышев, А. В. Луначарский, Г. В. Чичерин, Бела Кун, Клара Цеткин, Максим Горький, Демьян Бедный.
По воспоминаниям приемного сына Ульяновой, Георгия Яковлевича Лозгачева-Елизарова, именно в этой квартире в 1920 году художник И. К. Пархоменко работал над созданием известного портрета В. И. Ленина в четырёхлетнем возрасте, послужившим основой для изображения на октябрятской звёздочке. Портрет писался с фотографии по заказу Анны Ильиничны к 50-летнему юбилею брата.
В 1927 году Ульянова—Елизарова переехала на 3-й этаж в квартиру № 11. До середины 1970-х годов в квартире проживала семья одного из её воспитанников — вдова и двое сыновей Дмитрия Егоровича Барамзина. 
В 1966 году на здании была открыта мемориальная доска (архитектор А. Б. Гурков) в память видного деятеля коммунистической партии А. И. Ульяновой-Елизаровой.
В восстановлении обстановки квартиры, в составлении списка книг библиотеки Ульяновой—Елизаровой принимали участие Виктор Дмитриевич и Ольга Дмитриевна Ульяновы. Они же передали музею некоторые предметы обстановки.

## Экспозиция

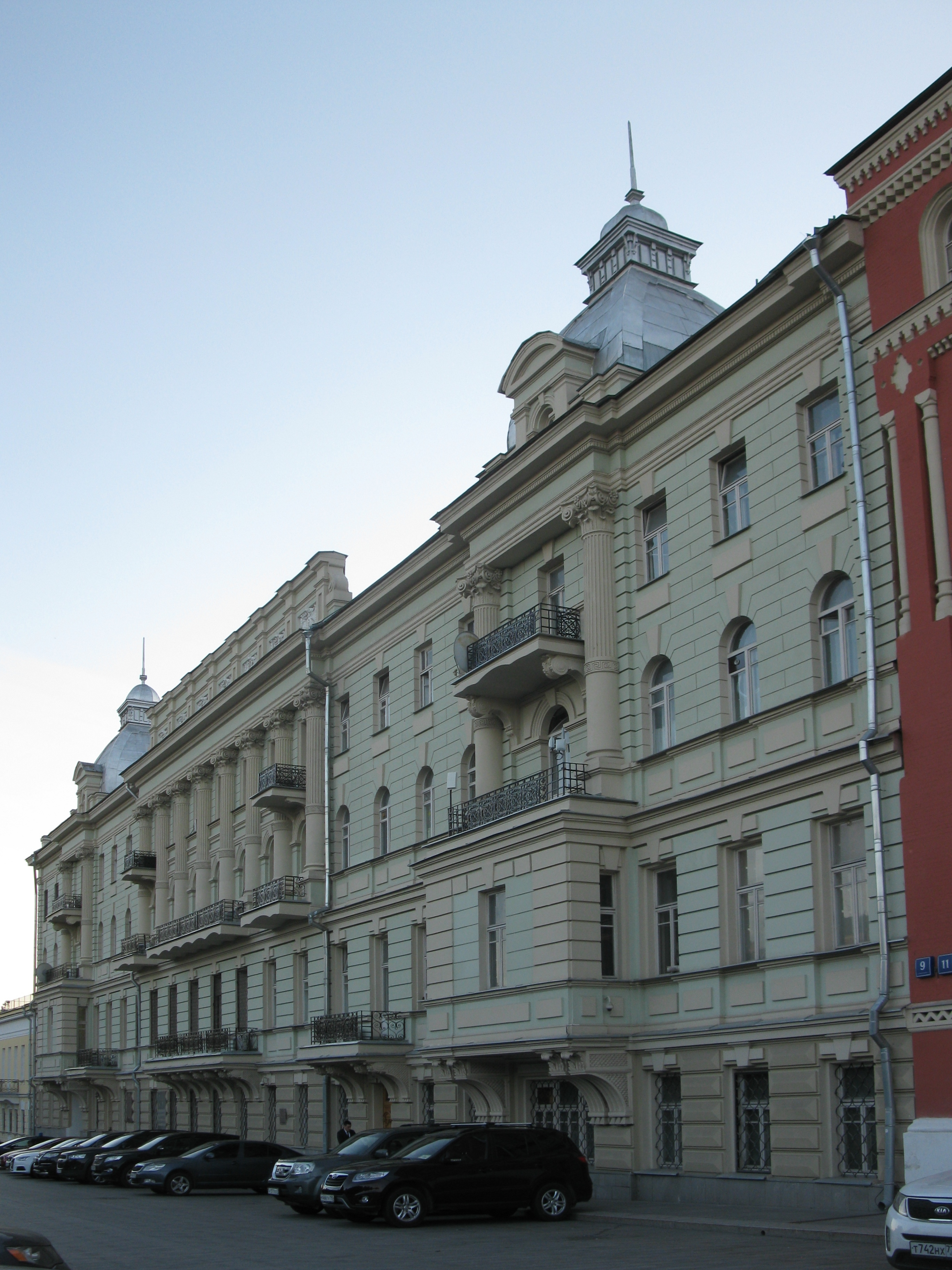
Москва, Манежная улица, дом 9

Экспозиция музея состояла из 3 залов и 4 комнат, общей площадью 440 кв. м:
- Мемориальная квартира (1290 кв.м): бывшая детская, гостиная, кабинет-спальня, столовая, кухня;
- Документально-иллюстративная экспозиция «В. И. Ленин в Москве» (Рабочее движение в Москве; Первые приезды В. И. Ленина; Москва — столица пролетарского государства; Идеи В. И. Ленина живут и побеждают в делах москвичей).

## Музей после 1991 года
В мае 1992 года по предложению Комитета Верховного Совета РФ по делам женщин, охраны семьи, материнства и детства и Комиссии Совета Республики Верховного Совета РФ по культуре музей-квартира Ульяновой-Елизаровой была преобразована и зарегистрирована как музей «Женщины России», а в декабре 1992 года выселена из занимаемых площадей в здание музея М. И. Калинина, но по существу осталась без помещения.
Весной 1994 года музей «Женщины России» временно приютил музей-заповедник «Коломенское», предоставив во Дворцовом павильоне 1825 года площади для временной выставки «Женщины о женском».
В 1995 году распоряжением Правительства РФ научно-исследовательское и культурно-просветительное государственное учреждение — музей «Женщины России» Минкультуры России был присоединен к Историческому музею в качестве отдела истории женского движения в России с сохранением фондов и экспонированием коллекций музея, а также с трудоустройством его работников.